# Pearl River, Mississippi
Pearl River là một thành phố thuộc quận Neshoba, tiểu bang Mississippi, Hoa Kỳ. Năm 2010, dân số của thành phố này là 3 601 người.

## Dân số
- Dân số năm 2000: 3 156 người.
- Dân số năm 2010: 3 601 người.